# Batalla de Kara Killisse
La batalla de Kara Killisse (literalment «Església Negra»; en turc: Karakilise Muharebesi) va ser una batalla del front del Caucas lliurada al juliol de 1915, després de la batalla de Manazkert. En la literatura històrica russa, aquesta batalla es considera com a part de l' «operació de defensa d'Alashkert» (del 9 de juliol fins al 3 d'agost).
Abans de l'estiu de 1915, els russos van atacar les posicions otomanes del nord-est del llac Van, però les seves forces van resultar inferior a les del seu enemic i van ser derrotats en la batalla de Manazkert. Aquest èxit va animar els otomans, sota el comandament d'Abdul Kerim Paşa, per avançar contra els russos a la vall d'Eleşkirt mentre que els otomans perseguien les restes de l'exèrcit d'Oganovki través de les muntanyes d'Ağrı per fer fora als russos. El general Nikolai Iudénitx va aprofitar l'oportunitat per contraatacar des de l'oest amb 20.000 unitats de reforç de cosacs per envoltar-los.
En les següents batalles entre el 5 i 8 d'agost, els otomans es van retirar cap al sud, però els russos van aconseguir només una victòria parcial. Els otomans van perdre alguns canons, moltes provisions, 10.000 homes entre morts i ferits, i 6.000 van ser fetspresoners. Perquè els russos de no van poder obtenir un avantatge total, es van retirar de la ciutat de Van i els otomans la van ocupar el 3 d'agost.
Malgrat que la batalla no va ser decisiva i la situació va canviar poc, els russos la van percebre com una victòria, i es va impulsar la moral nacional russa. Aquesta petita victòria va proporcionar un respir a les contínues pèrdues al front oriental.